# Kobern-Gondorf
Kobern-Gondorf là một xã ở huyện Mayen-Koblenz bang Rheinland-Pfalz, phía tây nước Đức. Xã Kobern-Gondorf có diện tích 28,36 km².